# Palača Pilotta

Palača Pilotta (Palazzo della Pilotta) je kompleks objektov med Trgom miru (piazzale della Pace) in območjem Lungoparma v zgodovinskem središču mesta Parma v deželi Emilija - Romanja v Italiji. Njeno ime izhaja iz besede za igro pelota, ki so jo igrali španski vojaki, nameščeni v Parmi.

## Zgodovina
Zgrajena je bila okoli leta 1583, v zadnjih letih vladavine vojvode Ottavia Farneseja. Nastala je okrog koridorja (Corridore), ki je povezal bergfrid (Rocchetta, sledi katerega je mogoče videti ob reki Parmi) z vojvodsko palačo, ki so jo začeli graditi  leta 1622, ko je vladal vojvoda Ranuccio I., in ni bila nikoli končana. Pročelje na trg Ghiaia manjka, priključena dominikanska cerkev svetega Petra je bila porušena šele v zadnjem času.
Obstoječi kompleks vključuje tri dvorišča: mučenca svetega Petra (Cortile di San Pietro Martire, zdaj znano kot Cortile della Pilotta),  Guazzatoio (prvotno pelota) in Racchetta. Dvorišče Pilotta je imelo veliko dvorano, kasneje spremenjeno v Farnesejevo gledališče, hleve in stanovanja, dvorano akademije in druge prostore.
Po koncu vladavine družine Farnese v Parmi je veliko premičnin in premoženja palače odstranil vojvoda Karel I., kasnejši kralj Španije, in jih v 1730-ih odpeljal v Neapelj. 
Dvorska knjižnica (Biblioteca Palatina) je bila ustanovljena leta 1769. 
Elizabeta Farnese, španska kraljica, se je rodila v Parmi leta 1692.
Od leta 2015 so tu številne kulturne ustanove, muzeji, tudi knjižnica:
- Narodni arheološki muzej,
- Umetniška šola Paola Toschija (Liceo artistico statale Paolo Toschi),
- Bodonijev muzej (Museo Bodoniano), posvečen Giambattisti Bodoniju,[1]
- Farnesejevo gledališče,
- Narodna galerija,
- Dvorska knjižnica.

Zunaj stavbe so pomembni:
- Muzej Glauca Lombardija v Garibaldijevi ulici, ki v glavnem ohranja umetniška dela iz časa Marije Luize,
- spomenik Giuseppeju Verdiju,
- spomenik partizanu,
- Trg miru (piazzale della Pace): velik travnik v središču mesta Parma, kraj srečanj.